# Nemoscolus niger
Nemoscolus niger là một loài nhện trong họ Araneidae.
Loài này thuộc chi Nemoscolus. Nemoscolus niger được Lodovico di Caporiacco miêu tả năm 1936.